# داميان روبن
داميان روبن (بالفرنسية: Damien Robin)‏ (5 يونيو 1989 في فرنسا - ) هو لاعب كرة قدم فرنسي في مركز الدفاع. لعب مع نادي كليرمونت 63 وBourges 18 ‏.

## وصلات خارجية
- داميان روبن على موقع قاعدة بيانات كرة القدم.إي يو (الإنجليزية)